# Ліма (провінція)
12°03′30″ пд. ш. 77°02′30″ зх. д. / 12.058333333333° пд. ш. 77.041666666667° зх. д.
Шаблон:Провінція Перу
Ліма (ісп. Provincia de Lima) — одна з 43 провінцій Перу, розташована в центральній частині країни. Це єдина провінція, що не входить до складу регіону Ліма, а є окремою адміністративною одиницею зі спеціальним статусом столичного регіону.

## Географія
Провінція охоплює територію 2672,3 км². Вона межує з провінціями регіону Ліма, а також з узбережжям Тихого океану.

## Населення
Згідно з переписом населення 2017 року, в провінції проживає 9 674 755 осіб. Це найбільш густонаселена провінція країни, яка включає не лише місто Ліма, а й багато прилеглих районів, що формують агломерацію Міста Ліма.

## Адміністративний поділ
Провінція поділяється на 43 райони (ісп. distritos), серед яких:
- Мірафлорес
- Сан-Ісідро
- Сан-Хуан-де-Луріґанчо
- Вілья-Ель-Сальвадор
- Сурко тощо.

Кожен район має власну муніципальну адміністрацію. Загальне управління здійснює Муніципалітет Ліми (ісп. Municipalidad Metropolitana de Lima).

## Особливий статус
Провінція Ліма має автономний статус і виконує роль столиці країни. Через це вона **не входить до складу регіону Ліма**, хоча оточена його провінціями. Провінція має власний UBIGEO-код — **1501**.